# トビアス・フィゲイレド
トビアス・ペレイラ・フィゲイレド（Tobias Pereira Figueiredo 、1994年2月2日 - ）は、ポルトガル・ヴィゼウ県サータン出身のプロサッカー選手。フォルタレーザEC所属。ポジションはDF（CB）。
サッカー選手のクリスティアーノ・ペレイラ・フィゲイレドは実兄。

## 経歴

### クラブ
2006年、12歳でスポルティング・クルーベ・デ・ポルトゥガルのアカデミーに入団。2012年夏にリザーブチームに昇格し、8月11日のセグンダリーガ・UDオリヴェイレンセ戦でプロデビューを飾った。
2014年1月29日、スペインのCFレウス・デポルティウに半年間の契約でレンタル移籍。復帰後、2015年1月よりトップチームに昇格。
2015年1月18日のリオ・アヴェFC戦でスタメン入りし念願のトップチームデビュー。2月1日のFCアロウカ戦で初ゴールをマーク。2015年4月30日、クラブとの契約を2021年まで延長した。しかし2015-16シーズンから就任したジョルジェ・ジェズスに余剰戦力と見なされ、出場機会を余り得られなかった。2016年6月28日、出場機会の確保のためCDナシオナルにレンタル移籍。復帰後も状況は変わらず、2018年1月30日、今度はフットボールリーグ・チャンピオンシップのノッティンガム・フォレストFCにレンタル移籍。
2018年4月20日、レンタルで加入していたノッティンガムに7月1日を以て完全移籍することが発表された。
2022年6月18日、ハル・シティAFCに2年契約で移籍した。
2023年7月11日、フォルタレーザECに移籍した。

### 代表
アンダー世代からポルトガル代表に選ばれており、UEFA U-21欧州選手権に2度参加した。
2016年リオデジャネイロオリンピックでは全試合に出場した。

## タイトル
スポルティングCP
- タッサ・デ・ポルトガル: 2014–15
- スーペルタッサ・カンディド・デ・オリベイラ: 2015
- タッサ・ダ・リーガ: 2017–18